# Гвинтівка Фергюсона
Гвинті́вка Фе́ргюсона (англ. Ferguson rifle) — казнозарядна гвинтівка 65-го калібру (близько 16,5 мм), розроблена майором британської армії Патріком Фергюсоном у середині 1770-х років на основі більш ранньої французької системи Сакса.
Перша у світі казнозарядна зброя, взята на озброєння, і водночас перша у світі армійська гвинтівка, випробувана в бойових умовах, що сталося під час війни за незалежність США. Ймовірно це був кращий зразок стрілецької зброї того часу.
Незважаючи на значну перевагу над тодішньою масовою армійською вогнепальною зброєю, як і інші ранні казнозарядні системи тих років, гвинтівка Фергюсона не набула поширення. Тим не менше, в середині XIX століття на основі гвинтівки Фергюсона американський зброяр Крістіан Шарпс розробив казнозарядну гвинтівку під унітарний паперовий патрон, що набула поширення серед шарпшутерів Армії США і серед американських першопрохідців періоду освоєння Дикого Заходу.

## Історія розробки

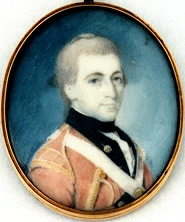
Патрік Фергюсон

Французький винахідник Маршал Сакс розробив та запатентував механізм заряджання гвинтівок та карабінів з казенного боку у 1731 році. Система, розроблена британським офіцером Фергюсоном у 1775—1776 роках, зовні практично копіювала систему Сакса. Відмінність двох систем полягала в тому, що Фергюсон суттєво спростив конструкцію механізму замикання-відмикання, що зробило гвинтівку придатнішою до застосування у бойовій обстановці та значно прискорило процедуру перезаряджання, оскільки в системі Фергюсона затвор зачиняється і замикається одним рухом руки.
Ідея вдосконалити гвинтівку, зробити так, щоб вона заряджалася швидше, прийшла до Фергюсона ще в молодості, коли він жив у Шотландії і був затятим мисливцем. Але тоді він не мав ні матеріальної, ні наукової бази, на яку можна було б опертися для реалізації своїх ідей. Коли саме він познайомився з креслениками Сакса, зараз важко сказати, але з високою ймовірністю можна припустити, що це сталося до початку американської війни за незалежність. Згодом він повернувся до своїх ідей, що мали на меті максимально скоротити тривалість процесу перезаряджання гвинтівки.

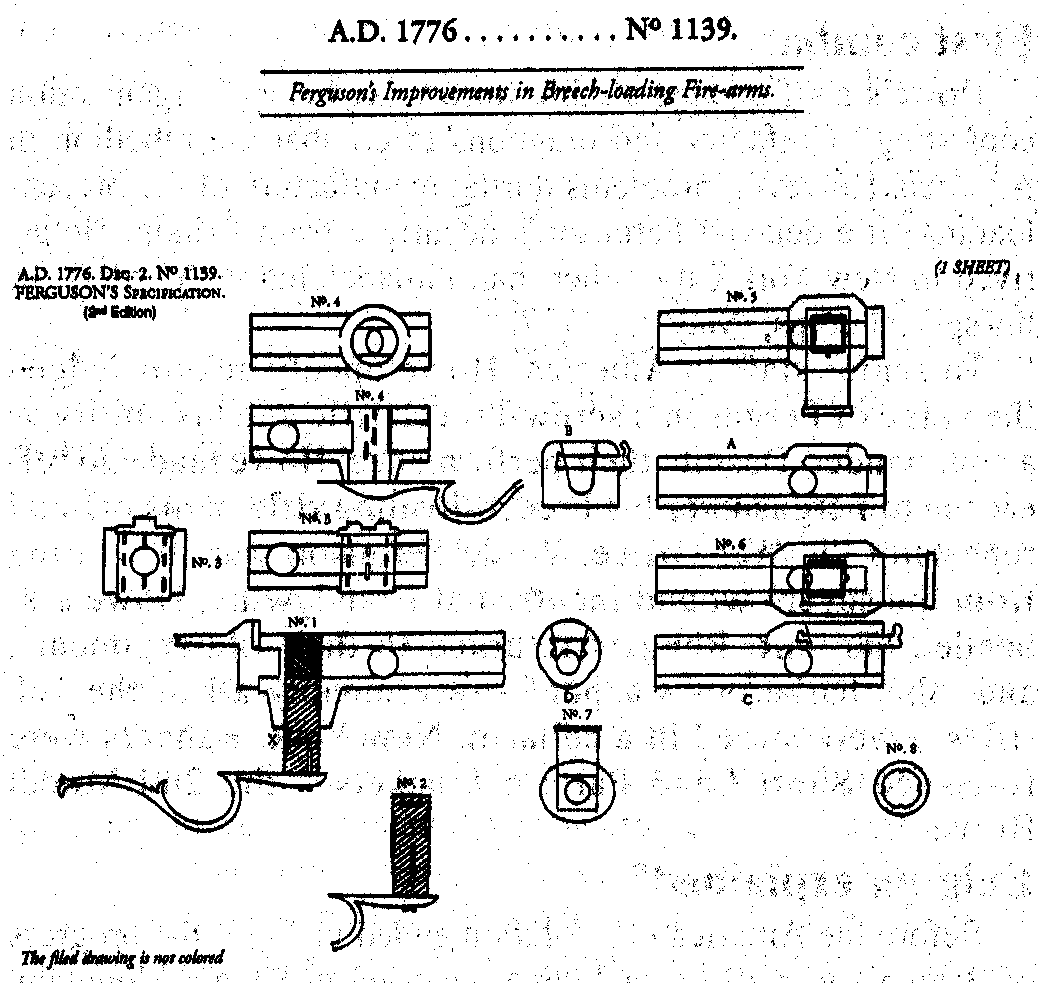
Зображення до патенту за №1139 від 1776 року

1 червня 1776 року у Вулвіч (Лондон)і за присутності високопоставлених державних чинів лорда-віконта Таунсенда, лорда Амгерста та вищих військових чинів ад'ютант-генерала Е. Гарві і начальника королівської артилерії генерала Т. Дезагюльє, відбулись випробування гвинтівки. Була сира і вітряна погода. Фергюсон сам представляв свою гвинтівку нобілітету і продемонстрував вирішення таких вогневих задач:
- Зробив чотири постріли протягом хвилини по цілі на відстані 200 ярдів для демонстрації далекобійності.
- Зробив шість пострілів протягом хвилини для демонстрації практичної скорострільності.
- Зробив чотири постріли з ходу при русі похідним кроком зі швидкістю шість футів за секунду (6,44 км/год) для демонстрації можливості стрільби на ходу.
- Зарядив гвинтівку, залишивши затвор відкритим, повільно вилив пляшку води в казну та дуло, так, щоб порох добре просочився водою. Після чого, не чіпаючи кулі у стволі, він витрусив сирий порох, швидко засипав сухий, замкнув затвор, підняв гвинтівку і вистрілив по цілі без будь-яких затримок для демонстрації невибагливості гвинтівки до вологості (якщо порох зволожувався і відсирівав у дульнозарядній зброї, повторити це було неможливо, оскільки цьому перешкоджала куля в стволі, внаслідок чого мушкет з порохом, що відволожився, міг використовуватися лише як колюча зброя для багнетного бою та для ударів прикладом).
- Вистрілив по мішені на відстані 100 ярдів лежачи на спині, влучив у яблучко.

З шістнадцяти зроблених пострілів лише три кулі не потрапили у ціль, що було фантастичним показником влучності та невибагливості для армійської зброї того часу. Крім скорострільності, гвинтівка забезпечувала ефективну стрільбу за будь-яких погодних умов та за сильного бокового вітру.
Після демонстрації у Вуліджі Фергюсон був запрошений до королівської резиденції у Віндзорський замок, щоб презентувати свою гвинтівку королю Георгу III та придворним особам. Цього разу Фергюсон демонстрував скорострільність у поєднанні з точністю і кучністю бою зброї. Стріляючи по мішені з відстані ста ярдів, він зробив дев'ять пострілів, п'ять разів потрапив у яблучко, ще чотири кулі лягли в межах декількох дюймів від центру.
4 грудня 1776 року на патентній заявці, поданій Патріком Фергюсоном під заголовком «Удосконалення Фергюсона в [галузі] казнозарядної вогнепальної зброї», з'явився відбиток королівської печатки, офіцеру було видано патент за номером 1139.

## Будова
За своєю будовою гвинтівка Фергюсона була досить типовим варіантом ранньої казнозарядної зброї періоду до винаходу унітарних патронів і конструктивно повторювала низку попередніх систем. Основною заслугою Фергюсона був не так винахід нового принципу функціонування зброї, як спроба впровадження відомої казнозарядної системи в армії.
Затвор гвинтівки виконали у вигляді поперечної, вертикально розташованої пробки, вгвинченої знизу у казенну частину ствола. Спускова скоба при цьому служила воротком для відгвинчування і загвинчування пробки. Різь на ній мала 11 витків і такий крок, щоб один повний оберт воротка повністю опускав затвор, відкриваючи доступ до каналу ствола. Після цього у розсвердлений в казенній частині ствола патронник закочувалась куля (стандартна англійська мушкетна, .65-го калібру), а за нею насипався пороховий заряд, причому пороху насипали дещо більше, ніж потрібно для пострілу. При закриванні затвор виштовхував лишній порох назовні, в результаті у стволі залишалась точно відміряна його кількість.

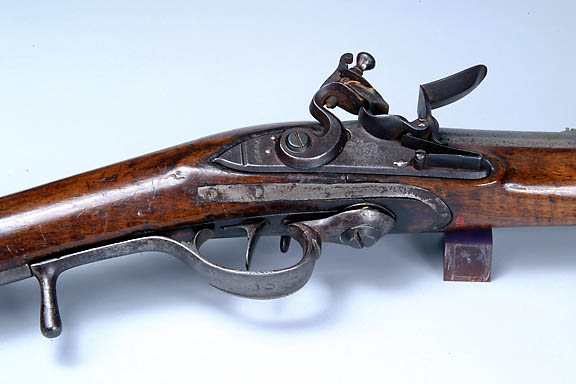
Казенна частина гвинтівки

Отже, ключова для ранньої казнозарядної зброї проблема обтюрації вирішувалась у гвинтівці Фергюсона, як і в більш ранній конструкції де ля Шомета (фр. de la Chaumette), досить просто і елегантно — за рахунок використання для закупорки каналу ствола пробки на спеціальній газовій різі, яка і служила обтюратором. Причому новизна у даному випадку полягала саме у вертикальному розташуванні пробки, що підвищувало зручність користування зброєю, оскільки задовго до цього знайшли деяке використання системи ручної зброї і легких гармат, у яких пробка загвинчувалась у різь, виконану безпосередньо на стінках каналу ствола у його казенній частині. Цікаво, що гармати такої системи інколи згадуються як попередники сучасних гармат з поршневим затвором; в останніх для запирання каналу ствола також використовується нарізка на тілі затвора й у каналі казенника ствола, але вона виконана переривчастою — сектори нарізки чергуються з гладкими, що дозволяє швидше відкривати і закривати затвор, однак не забезпечує обтюрації, внаслідок чого у таких гарматах використовуються окремі обтюратори, зазвичай у вигляді еластичної деталі, що розширюється при пострілі і закупорює канал ствола. У системі Фергюсона цю проблему обійшли іншим, і дуже дотепним способом — використання затвора у вигляді поперечної пробки дозволило зберегти суміщення функції різі як замикаючого пристрою, так і у ролі обтюратора, істотно спростивши конструкцію зброї і зробивши її доступною для технологій рівня XVIII століття; працездатні ж обтюратори для поршневих затворів з'явилися лише в 1860-х роках, майже на століття пізніше.
Замок був ударно-кременевим і мав традиційну для того часу конструкцію, аналогічну стандартному британському мушкету « Brown Bess».
Отже, для здійснення пострілу стрільцю було достатньо повернути на один оберт спускову скобу, що служила воротком, вставити у ствол кулю, засипати порох, закрутити затвор у вихідне положення, поставивши курок на запобіжник, насипати порох на полицю замка і звести курок на бойовий звід.

## Бойове застосування

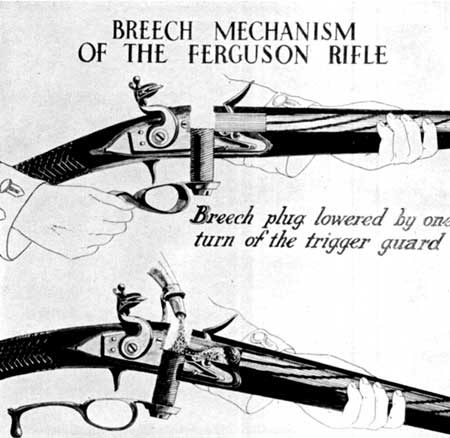
Зображення з армійської настанови до гвинтівки, що демонструє спосіб заряджання зброї

Досвідчений стрілець робив з гвинтівки Фергюсона до 7 прицільних пострілів за хвилину, причому перезаряджати її можна було з будь-якого положення, наприклад, лежачи (хоча це й не дуже зручно), тоді як дульнозарядну зброю — лише стоячи. Для порівняння, скорострільність тодішніх дульнозарядних гвинтівок становила близько одного пострілу за хвилину і менше, тому що кулю доводилося з силою «забивати» у ствол, щоб вона стала на нарізи і сіла на дні каналу ствола. Дульнозарядні рушниці показували кращі результати, але все одно навіть у руках стрільця-віртуоза робили не більше 6-7 пострілів за хвилину без прицілювання.
Поєднання високої скорострільності та ефективної дальності стрільби зацікавило навіть консервативних англійських військових. Як експеримент виготовленими на урядове замовлення гвинтівками Фергюсона в кількості (спочатку) близько 100 штук був озброєний цілий загін стрільців (Experimental Rifle Corps), який був відданий під його команду. Він взяв успішну участь у цілій низці битв Війни за незалежність США, серед них найбільшою була битва при Брендівайн-Крік, в якій англійці під командуванням генерала Гау вщент розгромили американське ополчення, зазнавши невеликих втрат, але при цьому сам Фергюсон дістав поранення.
У битві при Джермантауні 4 жовтня 1777 року Фергюсон затемна висунувся на позицію, що забезпечувала хороший огляд позицій противника, і до світанку, за умов густого туману, вичікував появи ворожих офіцерів. У міру настання ранку туман поступово розсіювався, видимість позицій противника покращувалась, одночасно розширювався сектор обстрілу. У цей час генерал Джордж Вашингтон вирушив верхим провести рекогносцировку поля бою в супроводі свого ад'ютанта. Вашингтон, виїхавши на коні з-за пагорба, перебував у полі зору Фергюсона на відстані прямого пострілу, був повернений спиною до стрільця. Фергюсон за якістю уніформи та еполетам розсудив, що перед ним високопоставлений офіцер противника, але стріляти не став, як він пояснив у своєму щоденнику, це було б не по-джентльменськи вистрілити офіцеру в спину. Така думка була в дусі тогочасних уявлень про честь, що існували в офіцерському середовищі. Таким чином, життя Джорджа Вашингтона збережено завдяки благородству британського офіцера. Сам же Фергюсон загинув 7 жовтня в бою при Кінгс-Маунтін від кулі повстанця. Куля вразила його, коли він їхав верхи на коні. Озброєння двох протиборчих сторін загалом відповідало одне одному — обидві сторони були озброєні здебільшого гладкоствольними мушкетами. Добірні стрілки повстанців були озброєні штучно виготовленими дульнозарядними кентуккійськими гвинтівками, що багатократно поступались гвинтівці Фергюсона в усіх відношеннях.
| Гвинтівка Фергюсона      | Кентуккійська гвинтівка   |
| ------------------------ | ------------------------- |
| піхотна                  | спортивна                 |
| стандартизована          | індивідуального зразка    |
| казнозарядна             | дульнозарядна             |
| всепогодна               | метеозалежна              |
| 6—7 пострілів за хвилину | 1—2 постріли за хвилину   |
| універсальна             | застосовна лише в обороні |

Незабаром після загибелі Фергюсона озброєний гвинтівками досвідчений загін розформували через вибуття з ладу його командира, а самі гвинтівки відправили на зберігання. Достовірної інформації про те, чи були вони використані протягом війни, немає. Тим часом, за деякими даними, частина з них згодом «спливла» під час Війни між Північчю і Півднем як озброєння ополчення жителів півдня, так що ймовірним є їх використання і в битвах на півдні США. Подальші експерименти з казнозарядними системами гвинтівок відновлено лише в першій половині ХІХ століття.

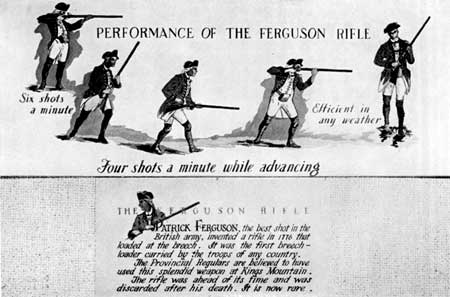
Застосування гвинтівки у наступі

Найбільш важливою причиною того, що гвинтівки Фергюсона або аналогічна зброя не набула поширення в ті роки, було те, що вона суттєво обганяла свій час з погляду можливостей масового виробництва, яке в ті роки здійснювалося дрібними фірмами за ремісничими технологіями. На виробництво дослідної партії у 100 гвинтівок Фергюсона, в якому були задіяні 4 досить відомі збройові фірми, знадобилося понад 6 місяців, при цьому ціна кожної вчетверо перевищувала вартість звичайного мушкета. Це робило їх дуже непрактичними для масового озброєння армії. Крім того, якщо говорити конкретно про систему Фергюсона, то вона мала на додаток до цього і свої недоліки, наприклад низьку міцність дерев'яної ложа в районі казенної частини ствола. Всі екземпляри, що збереглися, мають у цьому місці встановлений у процесі експлуатації у військах металевий зміцнювач.
Надалі розвиток нарізної вогнепальної зброї пішов іншим шляхом — замість уведення заряджання з казенного боку для дульнозарядних систем були введені спеціальні кулі («куля Міньє» і їй подібні), що розширювалися при пострілі під тиском порохових газів, — проштовхнути таку кулю в нарізний ствол з дула було не складніше, ніж звичайну кулю в гладкий ствол. Масовий перехід до казнозарядних систем стався набагато пізніше і вже на основі зовсім інших технічних рішень, насамперед — унітарних патронів з металевою гільзою.

## Подальший розвиток розробки
Віхи еволюції
| система Сакса (1731) не була апробована | система Сакса (1731) не була апробована | система Сакса (1731) не була апробована | система Сакса (1731) не була апробована | система Сакса (1731) не була апробована | система Сакса (1731) не була апробована |  |  | гвинтівка системи Фергюсона (1776) 6–7 постр. за хв. | гвинтівка системи Фергюсона (1776) 6–7 постр. за хв. | гвинтівка системи Фергюсона (1776) 6–7 постр. за хв. | гвинтівка системи Фергюсона (1776) 6–7 постр. за хв. | гвинтівка системи Фергюсона (1776) 6–7 постр. за хв. | гвинтівка системи Фергюсона (1776) 6–7 постр. за хв. |  |  | гвинтівка системи Шарпса (1849) 10 постр. за хв. | гвинтівка системи Шарпса (1849) 10 постр. за хв. | гвинтівка системи Шарпса (1849) 10 постр. за хв. | гвинтівка системи Шарпса (1849) 10 постр. за хв. | гвинтівка системи Шарпса (1849) 10 постр. за хв. | гвинтівка системи Шарпса (1849) 10 постр. за хв. |  |  | гвинтівка системи Спенсера (1860) 25 постр. за мин. | гвинтівка системи Спенсера (1860) 25 постр. за мин. | гвинтівка системи Спенсера (1860) 25 постр. за мин. | гвинтівка системи Спенсера (1860) 25 постр. за мин. | гвинтівка системи Спенсера (1860) 25 постр. за мин. | гвинтівка системи Спенсера (1860) 25 постр. за мин. |  |  | тупикова гілка еволюції стрілецької зброї | тупикова гілка еволюції стрілецької зброї | тупикова гілка еволюції стрілецької зброї | тупикова гілка еволюції стрілецької зброї | тупикова гілка еволюції стрілецької зброї | тупикова гілка еволюції стрілецької зброї |
| система Сакса (1731) не була апробована | система Сакса (1731) не була апробована | система Сакса (1731) не була апробована | система Сакса (1731) не була апробована | система Сакса (1731) не була апробована | система Сакса (1731) не була апробована |  |  | гвинтівка системи Фергюсона (1776) 6–7 постр. за хв. | гвинтівка системи Фергюсона (1776) 6–7 постр. за хв. | гвинтівка системи Фергюсона (1776) 6–7 постр. за хв. | гвинтівка системи Фергюсона (1776) 6–7 постр. за хв. | гвинтівка системи Фергюсона (1776) 6–7 постр. за хв. | гвинтівка системи Фергюсона (1776) 6–7 постр. за хв. |  |  | гвинтівка системи Шарпса (1849) 10 постр. за хв. | гвинтівка системи Шарпса (1849) 10 постр. за хв. | гвинтівка системи Шарпса (1849) 10 постр. за хв. | гвинтівка системи Шарпса (1849) 10 постр. за хв. | гвинтівка системи Шарпса (1849) 10 постр. за хв. | гвинтівка системи Шарпса (1849) 10 постр. за хв. |  |  | гвинтівка системи Спенсера (1860) 25 постр. за мин. | гвинтівка системи Спенсера (1860) 25 постр. за мин. | гвинтівка системи Спенсера (1860) 25 постр. за мин. | гвинтівка системи Спенсера (1860) 25 постр. за мин. | гвинтівка системи Спенсера (1860) 25 постр. за мин. | гвинтівка системи Спенсера (1860) 25 постр. за мин. |  |  | тупикова гілка еволюції стрілецької зброї | тупикова гілка еволюції стрілецької зброї | тупикова гілка еволюції стрілецької зброї | тупикова гілка еволюції стрілецької зброї | тупикова гілка еволюції стрілецької зброї | тупикова гілка еволюції стрілецької зброї |

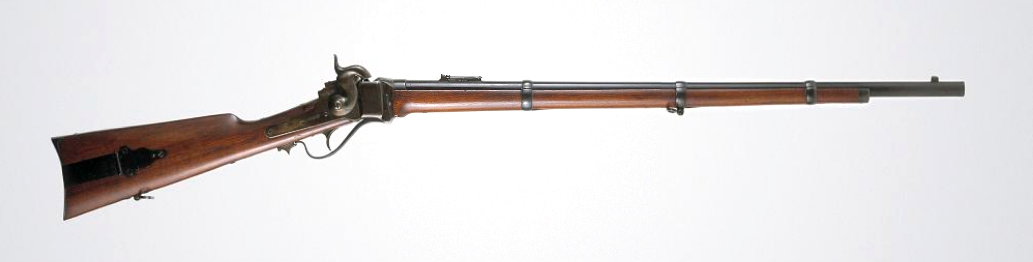
Гвинтівка системи Шарпса

За 130 років еволюції система, розроблена М. Саксом, а потім удосконалена і апробована Фергюсоном, отримала подальший розвиток у вигляді однозарядної системи Шарпса, що використовувала унітарний паперовий патрон, а слідом за нею багатозарядної системи Спенсера під металевий патрон. На цьому їх еволюція завершилась, у подальшому їх витіснили гвинтівки з ковзним затвором і важільним запиранням типу системи Генрі.

## Сучасні копії
Коли вже у XX столітті були виготовлені перші сучасні копії гвинтівки Фергюсона, канал їх ствола дуже швидко забруднювався і всього за 3-4 постріли зброя виходила з ладу, якщо різь на затворі не була змащена сумішшю бджолиного воску та жиру. Однак, коли була виявлена оригінальна виробнича документація на гвинтівку і репліки привели у відповідність з нею, з'ясувалося, що підбір різі був настільки вдалий, що гвинтівка без усякого чищення та мастила витримувала до 60 пострілів і більше, що підтвердилося в результаті експериментів з копіями гвинтівки.

## В культурі
Гвинтівка Фергюсона у США згадується в деяких художніх творах. Зокрема, вона фігурує в американському романі Луїса Ламура «The Ferguson Rifle» (1973), її використовує головний герой твору, що за сюжетом отримав зброю з рук самого майора Фергюсона.